# Gangshangji (köpinghuvudort i Kina, Jiangxi Sheng, lat 28,12, long 116,52)
Gangshangji är en köpinghuvudort i Kina. Den ligger i provinsen Jiangxi, i den sydöstra delen av landet, omkring 89 kilometer sydost om provinshuvudstaden Nanchang. Antalet invånare är 19 703. Befolkningen består av 9 280 kvinnor och 10 423 män. Barn under 15 år utgör 22,0 %, vuxna 15-64 år 69 %, och äldre över 65 år 7,0 %.
Runt Gangshangji är det ganska tätbefolkat, med 192 invånare per kvadratkilometer. Närmaste större samhälle är Maxu, 5,5 km väster om Gangshangji. Trakten runt Gangshangji består till största delen av jordbruksmark.
Genomsnittlig årsnederbörd är 2 491 millimeter. Den regnigaste månaden är juni, med i genomsnitt 454 mm nederbörd, och den torraste är oktober, med 26 mm nederbörd.